# Leptophatnus xanthocephalus
Leptophatnus xanthocephalus är en stekelart som först beskrevs av Brulle 1846.  Leptophatnus xanthocephalus ingår i släktet Leptophatnus och familjen brokparasitsteklar. Inga underarter finns listade i Catalogue of Life.